# West Middletown (Pennsylvanie)
West Middletown est un borough situé à l'ouest du comté de Washington, en Pennsylvanie, aux États-Unis,. En 2010, il comptait une population de 139 habitants, estimée au 1er juillet 2020 à 128 habitants. Le borough est incorporé le 2 avril 1852.

## Démographie
Lors du recensement de 2010, le borough comptait une population de 139 habitants. Elle est estimée, en 2020, à 128 habitants.

## Personnalités
- Elva Lawton (1896-1993), botaniste et bryologue, est née à West Middletown.